# Folkdräkter från Östergötland
Östergötska folkdräkter är svenska folkdräkter från Östergötland. Östergötland har 13 dräkter, sju kvinnodräkter och sex mansdräkter.
I tabellen nedan ses en förteckning över de 13 östgötska folkdräkterna. I tabellen ses var dräkten kommer ifrån, om det är en kvinno- eller mansdräkt, om den är dokumenterad, rekonstruerad eller komponerad, när den återupptogs i bruk, om det finns varianter samt ytterplagg. Tabellen bygger på Ulla Centergrans inventering av folkdräkter i Sverige 1988-1993, som publicerades i bokform av Nämnden för hemslöjdsfrågor och LRF:s kulturråd 1993. Syftet var att underlätta för den som ville skaffa sig en egen dräkt att lättare få en överblick över de som fanns.
| Dräkt    | Kön    | Ursprung      | Återupptogs                | Finns varianter | Finns ytterplagg      | Källa |
| Gryt     | Kvinna | Komponerad    | 1920                       | Ja              |                       | [ 1 ] |
| Kinda    | Kvinna | Rekonstruerad | 1925                       |                 | Tröja                 | [ 1 ] |
| Kinda    | Man    | Rekonstruerad | 1925                       |                 |                       | [ 1 ] |
| Nykil    | Kvinna | Komponerad    | 1980-talet                 |                 |                       | [ 1 ] |
| Nykil    | Man    | Komponerad    |                            |                 |                       | [ 1 ] |
| Risinge  | Kvinna | Komponerad    | 1960                       |                 |                       | [ 1 ] |
| Risinge  | Man    | Rekonstruerad | 1981                       |                 | Päls                  | [ 1 ] |
| Skedevi  | Kvinna | Dokumenterad  | 1905, omarbetad 1970-talet | Ja              | Tröja                 | [ 1 ] |
| Skedevi  | Man    | Komponerad    | 1976                       |                 |                       | [ 1 ] |
| Svinhult | Kvinna | Dokumenterad  | 1950, omarbetad 1983       |                 |                       | [ 1 ] |
| Vånga    | Kvinna | Komponerad    | 1930-talet                 |                 |                       | [ 1 ] |
| Vånga    | Man    | Dokumenterad  | 1930-talet                 | Ja              | Långtröja, kort tröja | [ 1 ] |
| Ydre     | Man    | Dokumenterad  | 1922                       |                 | Tröja                 | [ 1 ] |